# Eustachio Celebrino
Eustachio Celebrino (Udine, 1490 circa – dopo il 1535) è stato un incisore, scrittore e calligrafo italiano.

## Biografia
Nacque a Udine verso il 1490. Nella Dechiarazione perché non è venuto il diluvio del MDXXIIII, pubblicata con tutta probabilità nel 1525, afferma infatti  di trovarsi «al mezzo del cammin della sua vita», che secondo la norma dantesca corrisponde ai 35 anni.
Gian Giuseppe Liruti, primo e volenteroso biografo, gli attribuisce un più che rispettabile curriculum di studi, culminato in una laurea in filosofia e medicina a Padova. In realtà nei registri dell'Università di Padova non resta traccia di una matricola che si possa connettere a Eustachio. Il Liruti conosceva di lui poco più dei suoi due opuscoli di materia medica (il Regimento mirabile et verissimo ad conservare la sanità nel tempo de peste del 1522 e Questo è lo modo da guarir del mal francioso del 1526) ed era indotto a riconoscere in lui un sapiente; al contrario i due opuscoli non erano altro che banali compilazioni, che chiunque, anche di poca scienza, avrebbe potuto confezionare. Invece la formazione del Celebrino fu quella di un artista, nel senso che si attribuiva allora al termine, cioè quella di un artigiano; lui stesso dice di sé: «io ho nell'Arti oprato ogni mia cura».
Da Udine partì nel 1511 in circostanze oscure, per il tradimento, sembra, di un amico o di un familiare. In quello stesso anno firma la sua prima opera databile di incisore, la xilografia che adorna il frontespizio del Libro d'arme e d'amore chiamato Gisberto da Mascona di Francesco Luzio da Trevi, stampato a Perugia da Girolamo Cartolari. A Perugia si trattenne almeno fino al 1518, continuando a lavorare per la tipografia dei Cartolari e per quella di Cosimo Bianchino del Leone.
Negli anni 1523-1525 è a Venezia, impegnato in imprese che segnano date capitali nella storia della calligrafia italiana ed europea. Nel '23, infatti, collabora all'allestimento della stampa del Modo de temperare le penne con le varie sorti de littere, manuale di calligrafia di Ludovico degli Arrighi detto il Vicentino, per il quale realizza i legni della parte xilografica. Nel '24/25 collabora come incisore xilografico al manuale di Giovanni Antonio Tagliente La vera arte de lo excellente scrivere. Infine, nello stesso 1525, pubblica un proprio trattatello: Il modo di imparare di scrivere lettera merchantescha et etiam a far lo inchiostro et cognoscere la carta. Con el modo de temperare la penna. Composto et fatto per lo Ingenioso Maistro Eustachio Cellebrino da Udene lo anno santo MDXXVI [ma ovviamente 1525]. La proposta era controcorrente: all'epoca del trionfo della cancelleresca (il corsivo che presto s'imporrà a gran parte dell'Europa, tanto da prendere il nome di italico) proponeva un'ormai antiquata mercantesca, sempre più avvertita come fuori moda. Ma tutta l'opera di Eustachio conserva un'impronta arcaizzante, certo per una precisa scelta di gusto.
A Venezia si trattenne per qualche anno, collaborando in particolare con la tipografia di Francesco Bindoni e Maffeo Pasini; poi passò a Cesena con Girolamo Soncino. Dopo il 1535, data della prima edizione della sua Novella, non si hanno più notizie di lui.

## Opere
A partire almeno dal 1522 Eustachio Celebrino affianca all'attività di incisore e di calligrafo quella di poligrafo, dedicandosi alla stesura e alla stampa di disparati opuscoli di agile formato, destinati a una facile smerciabilità, talvolta di gusto un po' ciarlatanesco.
Si è già accennato alle due operette di natura medica e alla Dechiarazione del 1525 che deride gli astrologi che avevano pronosticato una catastrofe acquatica che si sarebbe dovuta abbattere sull'umanità nel 1524. A questi si aggiungono un prontuario per imparare la lingua turca (Opera a chi si dillettasse de saper domandar ciascheduna cosa in Turchesco, senza data), un trattatello di cosmesi femminile (Venusta, 1526), un formulario di lettere amorose (Chiave d'amore, 1527), un libro di segreti (Probatum est, 1527), persino un'opericciola che insegna ad apparecchiare la tavola (Refettorio, 1527). Non mancò di pubblicare una raccolta di rime, nel gusto corrente del petrarchismo prebembesco (Pantheon, 1525), e due narrazioni in versi: Fenitio (1530) e la Novella de uno prete (1535). La sua opera più nota resta La presa di Roma (1528), che narra in versi il Sacco del 1527 e che fu ristampata più volte con titoli diversi.

### Elenco di opere
- Regimento mirabile et verissimo ad conseruare la sanità nel tempo de peste. Con li remedij necessarij et perfecti: cose excellentissime et più volte experimentate. In la biblioteca vaticana: seu libraria secreta del papa: nuouamente rotrouati dal custode Meser Romulo Aretino. In Perosia, per Baldasarre Francescho Cartolaio, 5 dicembre 1522.
- Il modo di Imparare di scriuere lettera Merchantescha Et etiam, à far lo Inchiostro, et cognoscere . la Carta. Con el modo de temperare la . penna. Composto et fatto per lo Ingenioso Maistro Eustachio Cellebrino da Vdene lo anno santo .M.V.xxvi. [Venezia, 1525].
- La dechiaratione per che non e venuto il diluuio del MDXXIIII. In Venetia, per Francesco Bindoni & Mapheo Pasini compagni, [1525?].
- Opera nuoua chiamata Pantheon: nella quale si contiene varii capitoli & sonetti... 1525 (colophon: Vinegia, per Francesco Bindoni, & Mapheo Pasyni compagni, 1525 del mese di Decembrio).
- Questo e lo modo da guarir del mal francioso nouo, & vechio, occulto, & palese, piaghe, doglie, broze, & gomme con la purgatione, & oncione cosa excellentissima, & piu uolte experimentata, [Venezia, Giovanni Antonio Nicolini da Sabbio], 1526.
- Opera noua piaceuole la quale insegna di far varie compositioni odorifere per far bella ciascuna dona et etiam agiontoui molti secreti necessarij alla salute humana como in la tabula se contiene intitulata Venusta. 1526 (colophon: Stampata nella inclita città di Vinegia, apresso santo moyse nelle case noue Iustiniane, per Francesco di Alessandro bindoni, et Mapheo pasini compagni, nel 1526 di marzo).
- Formulario de lettere amorose, intitulato Chiaue damore. 1527. (colophon: Stampata nella città di Venetia, per Francesco Bindone et Mapheo Pasini compagni, nella parrocchia di santo Moyse nelle case Iustiniane, 1527 a di 23 del mese di novembre).
- Opera noua che insegna a parecchiar una mensa a vno conuito: & etiam a tagliar in tauola de ogni sorte carne & dar li cibi secondo l'ordine che vsano gli scalchi per far honore a forestieri. Intitulata Refetorio appresso aggiontoui alcuni secreti apertinenti al cucinare & etiam a conseruar carne e frutti longo tempo. [1527].
- Opera noua excellentissima: la quale insegna di far vari secreti: & gentileze esperimentate sopra diuersi effetti come in ditta opra si contiene. Intitulata. Probatum est. [Cesena] (colophon: Stampata ad istantia de Christophano Tropheo da Forli, 1527).
- La presa de Roma. Per Eustachio Celebrino composta. M. D. XXVIII. (colophon: Stampata in Caesaena ad instantia de Lauttore).
- Essempio dun Giouane ricchissimo: qual consumata la ricchezza: disperato a vn Traue si sospese. Nel qual il Padre preuisto il suo fatal corso gia molti anni auanti infinito Tesoro posto hauea. Et quello Per il Carico fracassato: la occulta moneta scoperse. Con vn bellissimo Documento alli Figliuoli scorretti. M.D.XXX. (colophon: In Vinegia. Nelle Case de Gulielmo da Fontane de Monferrato, ad instanza de Matthio Padouano. Nelli Anni del Signore .M.D.XXX. A di .XVI. Aprile).
- Nouella de vno prete ilqual per voler far le corne a vn contadino se ritrouo in la merda lui e il chierico. Cosa piaceuole da ridere composta per Eustachio Celebrino. In Venetia, per Francesco di Alessandro Bindoni & Mapheo Pasini compagni, 1535.
- Opera a chi si dillettasse de saper domandar ciascheduna cosa in Turchesco. [senza note tipografiche].
- Eustachio Celebrino, Novella de uno prete, nuovamente messa in luce per cura di Danilo Romei, [Raleigh], Lulu («Opuscoli di Eustachio Celebrino», 1), 2014.
- Eustachio Celebrino, La presa de Roma, nuovamente messa in luce per cura di Danilo Romei, [Raleigh], Lulu («Opuscoli di Eustachio Celebrino», 2), 2018.